# Нимр ан-Нимр
Нимр Бакр ан-Нимр (на арабски: نمر باقر النمر‎) е саудитски духовник и общественик.
Роден е на 21 юни 1959 година в Ауамия в шиитско семейство. Учи богословие в Иран и Сирия, след което е духовник в родния си град. Става известен с позициите си в защита на шиитското малцинство в Саудитска Арабия и противопоставянето си на авторитарния режим в страната. Арестуван неколкократно след 2003 година, той е сред водачите на Протестите от 2011 – 2012 година. Арестуван и съден за измяна, през 2014 година той получава смъртна присъда.
Нимр ал-Нимр е екзекутиран на 2 януари 2016 година. Смъртта му предизвиква остри реакции сред шиитските общности в страната и чужбина, както и дипломатическа криза между Иран и Саудитска Арабия.